# Ocypode

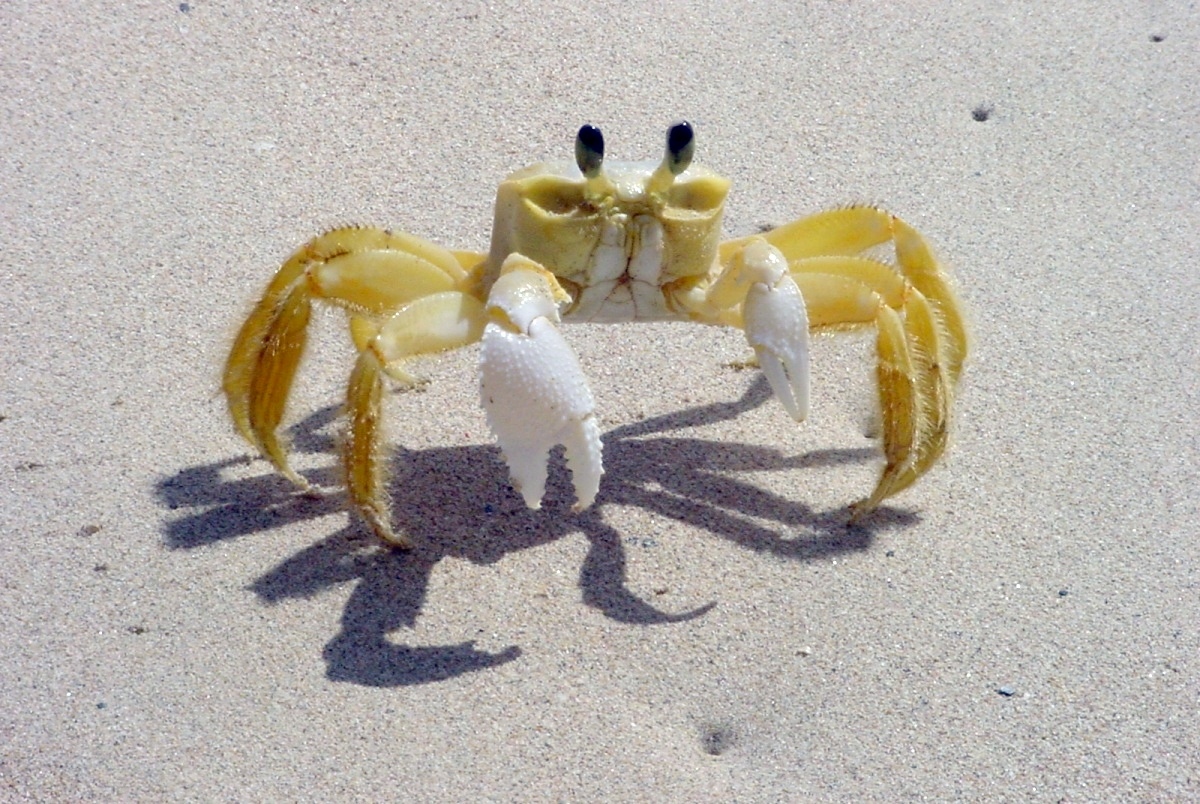
Ocypode quadrata

Az Ocypode a felsőbbrendű rákok (Malacostraca) osztályának a tízlábú rákok (Decapoda) rendjébe, ezen belül a futórákfélék (Ocypodidae) családjába tartozó nem.

## Előfordulásuk
Az Ocypode-fajok a leginkább elterjedt tengerparti állatok közé tartoznak, és a világ összes trópusi és szubtrópusi partjain megtalálhatók. A Földközi-tengerben is él egy faj.

## Megjelenésük
Az Ocypode rákok páncélja 5 centiméter széles és 4 centiméter hosszú. Színezete sárgásbarna, s így jól álcázza a homokon. A páncél kemény külső héjból áll, amely a fejet és a mellrészt fedi. Mivel a páncél könnyű, futásnál nem jelent terhet. Lábuk viszonylag hosszú és öt részből áll. A rákok oldalazva haladnak, miközben a mozgás irányába mutató végtagjaikat hajlítják, így húzzák maguk után a testüket. A vezető oldalt 180 fokos fordulattal tudják változtatni, ezért izmaikat felváltva tudják pihentetni. Az állatok nagyon gyorsan képesek futni. Egyforma hosszúságú két ollójukkal darabolják fel a zsákmányt. Szájszervük erős és hegyes, az állatok dögök és élő zsákmány széttépésére és megragadására használják. Összetett szemük nagyszámú facettából áll. A szem behúzható száron ül és sokkal nagyobb, mint a legtöbb rákfajtáé.

## Életmódjuk
Az Ocypode-fajok magányosak; a partokon azonban gyakran nagy számban tűnnek fel. Napközben és szürkületkor, apály idején aktívak. Táplálékuk dögök és apró élőlények, például fiatal teknősök.

## Szaporodásuk
Az ivarérettséget 1-2 éves korban éri el. A hím udvarláskor mély fészket ás, és a kiemelt homokot a bejáratnál piramissá emeli. A peterakás egész évben történik, ha kedvezőek a feltételek. Egyszerre néhány száz petét is rakhat a nőstény. A kifejlődéshez 10 nap kell, hogy elteljen.

## Rokon fajok
Az Ocypode-fajok rokonai a közismert Uca nembe tartozó fajok.

## Rendszerezés
A nembe az alábbi 21 faj tartozik:
- Ocypode africana De Man, 1881[3]
- Ocypode brevicornis H. Milne-Edwards, 1837[2]
- Ocypode ceratophthalma (Pallas, 1772)[4][5] - típusfaj
- Ocypode convexa Quoy & Gaimard, 1824[6][7][8][9]
- Ocypode cordimanus Latreille, 1818[10]
- Ocypode cursor (Linnaeus, 1758)[11]
- Ocypode fabricii H. Milne-Edwards, 1837[2]
- Ocypode gaudichaudii H. Mile-Edwards & Lucas, 1843[12]
- Ocypode jousseaumei (Nobili, 1905)[2]
- Ocypode kuhlii De Haan, 1835[2]
- Ocypode macrocera H. Milne-Edwards, 1852[2]
- Ocypode madagascariensis Crosnier, 1965[2]
- Ocypode mortoni George, 1982[2]
- Ocypode nobilii De Man, 1902[2]
- Ocypode pallidula Jacquinot, 1846[2]
- Ocypode pauliani Crosnier, 1965[2]
- Ocypode rotundata Miers, 1882[2]
- Ocypode ryderi Kingsley, 1880[2][13][14]
- Ocypode saratan (Forskål, 1775)[2]
- Ocypode stimpsoni Ortmann, 1897[2]
- Ocypode quadrata (Fabricius, 1787)[2]

A korábban O. occidentalisként ismert rákfajt 2013-ban áthelyezték a monotipikus Hoplocypode nembe. Az O. longicornuta, O. platytarsis, O. pygoides és O. sinensis taxon nevek az Ocypode ceratophthalma, Ocypode brevicornis, Ocypode convexa és Ocypode cordimanus szinonimájává váltak.

### Fordítás
Ez a szócikk részben vagy egészben  az   Ocypode című angol Wikipédia-szócikk ezen változatának fordításán alapul.  Az eredeti cikk szerkesztőit annak laptörténete sorolja fel. Ez a jelzés csupán a megfogalmazás eredetét és a szerzői jogokat jelzi, nem szolgál a cikkben szereplő információk forrásmegjelöléseként.